# Saint-Loup-d’Ordon
Saint-Loup-d’Ordon település Franciaországban, Yonne megyében. Lakosainak száma 248 fő (2022. január 1.). Saint-Loup-d’Ordon Piffonds, Courtenay, Cudot, Saint-Martin-d’Ordon, Douchy-Montcorbon és Charny Orée de Puisaye községekkel határos.

## Népesség
A település népessége az elmúlt években az alábbi módon változott:
| Lakosok száma | 258  | 258  | 262  | 256  | 257  | 261  | 260  | 254  | 248  |
|               | 2013 | 2015 | 2016 | 2017 | 2018 | 2019 | 2020 | 2021 | 2022 |